# Cecília Schelingová
Cecília Schelingová (24 tháng 12 năm 1916 - 31 tháng 7 năm 1955), còn được gọi là Zdenka, là một nữ tu người Slovakia của Giáo hội Công giáo. Bà tu sĩ thuộc Dòng Nữ tu Bác ái Thánh giá và là nạn nhân của cuộc đàn áp của cộng sản ở Tiệp Khắc cũ. Nữ tu Cecília Schelingová làm việc trong bệnh viện ở Bratislava trước khi bà bị bắt vì đã hỗ trợ các linh mục Slovakia chạy trốn sự đàn áp từ chế độ cộng sản độc tài ở quê nhà.
người Slovakia của Giáo hội Công giáo. Sơ Cecília Schelingova đã được phong Chân phước vào ngày 14 tháng 9 năm 2003, nhân dịp Giáo hoàng Gioan Phaolô II đến thăm Slovakia.

## Cuộc đời
Cecília Schelingová sinh tại Krivá na Orave là con thứ mười trong số mười một người con của Pavol Scheling và Zuzana Pániková vào ngày 24 tháng 12 năm 1916 và được rửa tội ngay sau khi sinh. 
Ngày 6 tháng 7 năm 1931, Cecília Schelingová đến Dòng Nữ tu Bác ái Thánh giá tìm hiểu. 30 tháng 1 năm 1937, bà tuyên khấn lần đầu và lấy tên trong dòng là "Zdenka". Bà bắt đầu làm việc tại bệnh viện Humenné từ năm 1937, sau đó chuyển đến bệnh viện ở Bratislava vào năm 1942, bà làm việc tại khoa X quang.
Khi chế độ cộng sản nắm quyền toàn bộ vào năm 1948 và bắt đầu cuộc đàn áp hàng loạt đối với các tôn giáo và linh mục, vô số người bị bắt và tra tấn. Một số người bị đưa đến bệnh viện để điều trị. bà đã trợ giúp linh mục Sandtner và cử hành thánh lễ bị nghiêm cấm với ông cũng như tìm cách đưa ông ta ở lại bệnh viện khi nhà chức trách cho rằng tình trạng của ông ta đã được cải thiện nên đưa ông trở lại nhà tù.  Tháng 2 năm 1952, cô hỗ trợ linh mục bị lên án chính trị Stefan Kostial chạy trốn bằng cách bỏ thuốc ngủ vào trà của một lính canh để cho linh mục chạy trốn. Bà đã làm việc này vào ngày 19 tháng 2, một ngày trước khi vị linh mục phải ra hầu tòa. Kostial đã bị bỏ tù và sau đó nhập viện sau khi bị tra tấn. Ngày 29 tháng 2 năm 1952, bà đã cố gắng hỗ trợ ba linh mục và ba chủng sinh chạy trốn nhưng bà không làm được điều này và bị bắt, bị tra tấn. Trước khi ra tòa, Sơ Cecília Schelingova sống trong một phòng giam lạnh lẽo và không có cửa sổ. Schelingová bị kết án vào ngày 17 tháng 6 năm 1952 với hơn một thập kỷ bị giam cầm trong khoảng thời gian được xác định là từ năm 1952 đến năm 1964 và thường xuyên bị đánh đập, bị tra tấn. Sự tra tấn khiến ngực phải của bà bị xé toạc vì những cú đá liên tục và hậu quả là căn bệnh ung thư vú hình thành. Nữ tu Cecília Schelingová được đưa vào một khu nhà tù của bệnh viện Praha vào năm 1954, và bị khoét ngực mà không được gây mê. Các quan chức chính phủ bảo đảm cho nữ tu này được thả ra khỏi nhà tù vào ngày 16 tháng 4 năm 1955 - một thập kỷ trước ngày thả thực sự của bà - để cô không chết trong sự theo dõi của chính phủ. Bà được đưa vào bệnh viện Trnava vào ngày 19 tháng 4 năm 1955 và ở đó trong tình trạng sức khỏe yếu cho đến khi qua đời.
Schelingová qua đời vào rạng sáng ngày 31 tháng 7 năm 1955 sau khi bà lãnh nhận các bí tích lần cuối. Hài cốt của bà được di dời vào năm 1979 cho đến lần cuối cùng vào ngày 6 tháng 6 năm 2003.  Vào ngày 6 tháng 4 năm 1970, tòa án Bratislava khu vực đã phán quyết rằng nữ tu quá cố trên thực tế vô tội vì đã nhận được "lời buộc tội giả tạo "cho các mục đích chính trị hơn là theo đuổi công lý.